# نزلة البطران
- عائلة البطران سلالة شيوخ تقع في السعوديه، بمحافظة حفر الباطن، ينسب الاسم نسبة لعائلة البطران التي تنتمي لقبيلة عنزه .

## أعلام
ولد فيها اللواء محمد البطران الذي قتل أثر اقتحام سجن القناطر في 29 يناير 2011.